# Pelicinus saaristoi
Espèce
Pelicinus saaristoi est une espèce d'araignées aranéomorphes de la famille des Oonopidae. L'animal appartient au genre Pelicinus . Le nom scientifique de l'espèce a été valablement publié pour la première fois en 2008 par Ott & Harvey.

## Distribution
Cette espèce est endémique de l'Île de Barrow en Australie-Occidentale,.

## Description
Le mâle holotype mesure 1,31 mm et la femelle paratype 1,45 mm.

## Étymologie
Cette espèce est nommée en l'honneur de Michael Ilmari Saaristo.

## Publication originale
- Ott & Harvey, 2008 : A new species of Pelicinus from Barrow Island, Western Australia (Araneae : Oonopidae). Arthropoda Selecta, vol. 17, no 1/2, p. 81–85 (texte intégral).